# Pauline Appert
Pour les articles homonymes, voir Appert.
Pauline Appert, née en 1803 à Paris où elle est morte le 24 janvier 1870, est une artiste peintre française.

## Biographie
Marie Gabrielle Pauline Lair épouse en 1824, en l'Église Saint-Germain-l'Auxerrois de Paris, Pierre Antoine Appert (1797-1868).
Elle expose ses pastels et miniatures au Salon, de 1837 à 1868.
En 1837, elle ouvre au no 18 de la rue Saint-Anne un atelier de miniatures, pour dames.
Elle meurt à son domicile de la rue des Feuillantines à l'âge de 66 ans.